# Büttelei Littenheim
Die Büttelei Littenheim war im Mittelalter und in der frühen Neuzeit ein historischer Verwaltungsbezirk im Elsass.

## Umfang
Zur Büttelei Littenheim gehörten die Dörfer Littenheim, Lupstein und Untermutzheim.

## Geschichte
Die „Büttelei“ entsprach in ihrer Funktion einem kleinen Amt.
Bei den beiden Teilungen der Herrschaft Lichtenberg, die um 1330 und im Jahr 1335 stattfanden, wird die Büttelei als Bestandteil dieser Herrschaft genannt. Sie wird dabei dem Landesteil der „mittleren Linie“, den Nachkommen Ludwigs III. von Lichtenberg, zugewiesen.